# Rövarholmen (vid Mjösund, Kimitoön)
Rövarholmen (finska: Röövari) är en ö i Finland. Den ligger i Skärgårdshavet och i kommunen Kimitoön i den ekonomiska regionen  Åboland i landskapet Egentliga Finland, i den sydvästra delen av landet. Ön ligger omkring 29 kilometer sydöst om Åbo och omkring 130 kilometer väster om Helsingfors.
Öns area är 1,8 hektar och dess största längd är 250 meter i nord-sydlig riktning. I omgivningarna runt Rövarholmen växer i huvudsak barrskog.